# Scinque nain de Pindaï
Espèce
Statut de conservation UICN

 CR B1ab(i,ii,iii,iv,v)+2ab(i,ii,iii,iv,v) : 
En danger critique
Le Scinque nain de Pindaï ou Nannoscincus hanchisteus est une espèce de sauriens de la famille des Scincidae, endémique de Nouvelle-Calédonie. C'est une espèce en danger critique d'extinction depuis 2009.

## Répartition
Cette espèce est endémique de la province Nord en Nouvelle-Calédonie. Il n'est connu que dans un petit vestige de forêt fermée de sclérophylle sur la péninsule de Pindaï sur la côte nord-ouest de Grande Terre. Sa zone d'occupation est d'environ 6 km2. L'altitude varie entre le niveau de la mer et 60 m.

## Statut
Le Scinque nain de Pindaï a été évalué comme étant en danger critique d'extinction en 2009 parce que sa zone d'occupation est restreinte, que tous les individus font partie d'une seule population et que la qualité de son habitat continue de diminuer. L'espèce dépend de l'humidité et son habitat est vulnérable à une sécheresse prolongée. La population à haute densité de fourmis Wasmannia auropunctata sur le site représente également une menace très sérieuse car cette espèce envahissante est connue pour décimer les populations de lézards. La dégradation de l'habitat par les ongulés introduits comme les cerfs et les porcs, qui entraîne une baisse de l'humidité fait partie des autres préoccupations importantes. La prédation par les rongeurs peut constituer un risque. Il y a également une population à très haute densité d'escargots africains Achatina fulica sur le site qui peut dégrader la composition et la structure de la végétation et la stabilité de la litière. La réduction de son habitat est également causée par le défrichage agricole.

## Publication originale
- Bauer & Sadlier, 2000 : The herpetofauna of New Caledonia. Contributions to Herpetology, vol. 17, p. 1-310.